# Breu
Breu es una localidad peruana, capital del distrito de Yuruá, ubicado en la provincia de Atalaya en el departamento de Ucayali. Se encuentra a una altitud de 249 m s. n. m. Tenía una población de 238 hab. en 2007.
Se encuentra a orillas del río Yuruá cuyas aguas discurren hacia el Brasil, por ello Breu desempeña en alguna medida las funciones administrativas de un distrito fronterizo.

## Transporte
Cuenta con el aeródromo de Breu.

## Clima
| Parámetros climáticos promedio de Breu | Parámetros climáticos promedio de Breu | Parámetros climáticos promedio de Breu | Parámetros climáticos promedio de Breu | Parámetros climáticos promedio de Breu | Parámetros climáticos promedio de Breu | Parámetros climáticos promedio de Breu | Parámetros climáticos promedio de Breu | Parámetros climáticos promedio de Breu | Parámetros climáticos promedio de Breu | Parámetros climáticos promedio de Breu | Parámetros climáticos promedio de Breu | Parámetros climáticos promedio de Breu | Parámetros climáticos promedio de Breu |
| Mes                                    | Ene.                                   | Feb.                                   | Mar.                                   | Abr.                                   | May.                                   | Jun.                                   | Jul.                                   | Ago.                                   | Sep.                                   | Oct.                                   | Nov.                                   | Dic.                                   | Anual                                  |
| -------------------------------------- | -------------------------------------- | -------------------------------------- | -------------------------------------- | -------------------------------------- | -------------------------------------- | -------------------------------------- | -------------------------------------- | -------------------------------------- | -------------------------------------- | -------------------------------------- | -------------------------------------- | -------------------------------------- | -------------------------------------- |
| Temp. máx. media (°C)                  | 32                                     | 31                                     | 31                                     | 32                                     | 31.5                                   | 30.5                                   | 31                                     | 31                                     | 32                                     | 33                                     | 32                                     | 32                                     | 31.6                                   |
| Temp. media (°C)                       | 26.3                                   | 26                                     | 25.9                                   | 26                                     | 25.6                                   | 24.9                                   | 24.8                                   | 25.9                                   | 26.2                                   | 26.8                                   | 26.6                                   | 26.3                                   | 25.9                                   |
| Temp. mín. media (°C)                  | 22                                     | 22                                     | 22                                     | 22                                     | 21.5                                   | 20                                     | 20                                     | 19                                     | 20                                     | 21                                     | 22                                     | 22                                     | 21.1                                   |
| Fuente: climate-data.org               |                                        |                                        |                                        |                                        |                                        |                                        |                                        |                                        |                                        |                                        |                                        |                                        |                                        |